# Liparia boucheri
Liparia boucheri là một loài thực vật có hoa trong họ Đậu. Loài này được (E.G.H. Oliv. & Fellingham) A.L. Schutte miêu tả khoa học đầu tiên năm 1994.